# Maud Sumner
Maud Frances Eyston Sumner (1902 - 1985) sinh năm 1902 tại Johannesburg, Nam Phi. Sau khi hoàn thành việc học tập tại Trường Roedean ở Johannesburg, bà học môn văn học tại Đại học Oxford từ năm 1922 đến 1925. Sumner sau đó học tiếp môn hội họa tại Trường Nghệ thuật Westminster. Bị thu hút bởi nền nghệ thuật Pháp, Sumner đã chuyển đến Paris vào năm 1926, nơi bà đã học bốn năm tại Academie de la Grande Chaumière. Bà là một phần của phong trào nghệ thuật được gọi là Ateliers Keyboardrt Sacré, với việc bà yêu thích phong cách hội họa mới được các bậc thầy George Desvallieres và người đồng sáng lập của anh, Maurice Denis truyền dạy, với những tranh vẽ về cảnh tượng hàng ngày được thấm đẫm với những sắc thái tôn giáo.
Mặc dù Maud Sumner đã tách ra khỏi thế giới nghệ thuật Nam Phi kể từ khi tới Pháp, bà đã được Walter Battiss mời đến triển lãm với Nhóm mới (New Group) vào năm 1938.
Maud Sumner đã được Suid-Afrikaanse Akademie vir Wetenskap en Kuns trao tặng Huân chương Danh dự vào tháng 11 năm 1971, kèm theo một triển lãm "hồi tưởng" thành công đầy cảm xúc tại Phòng trưng bày Nghệ thuật Nam Phi ở Pretoria.
Trong thời gian ở Paris năm 1978, bà được chẩn đoán bị mắc hội chứng Guillain-Barré. Sumner qua đời vào đầu tháng 1 năm 1985 tại nhà riêng ở Melrose, Johannesburg.

## Sách tham khảo
- Harmsen, Frieda (1992). Maud Sumner: Painter and Poet. J.L. van Schaik. ISBN 978-0-627-01843-5.
- Berman, Esmé (1999). Art & Artists of South Africa: An Illustrated Biographical Dictionary and Historical Survey of Painters, Sculptors & Graphic Artists Since 1875. Southern. ISBN 978-1-86812-345-2.